# Biserica unitariană din Mihăileni

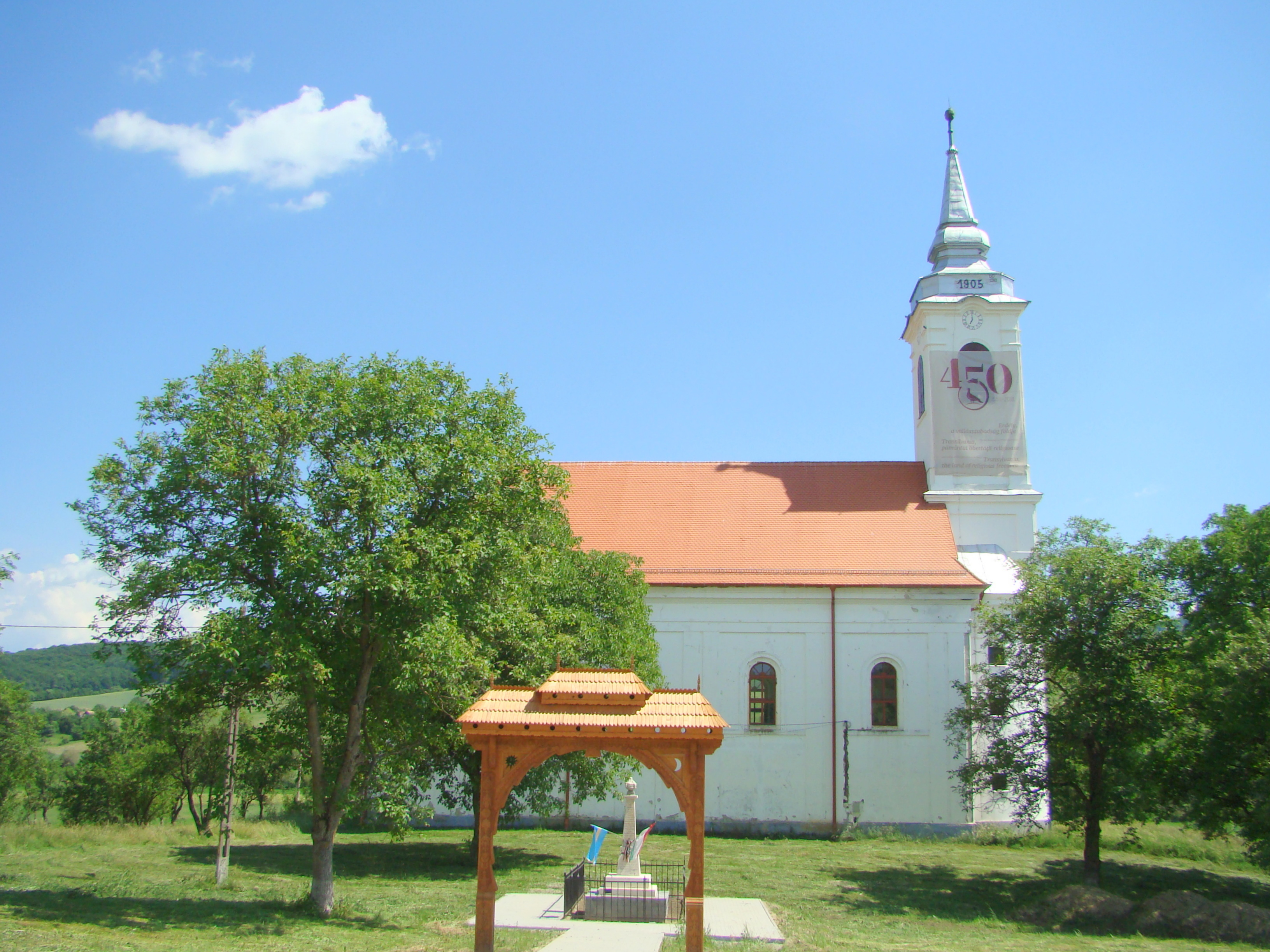
Biserica unitariană din Mihăileni, comuna Șimonești, județul Harghita, foto: iunie 2019.

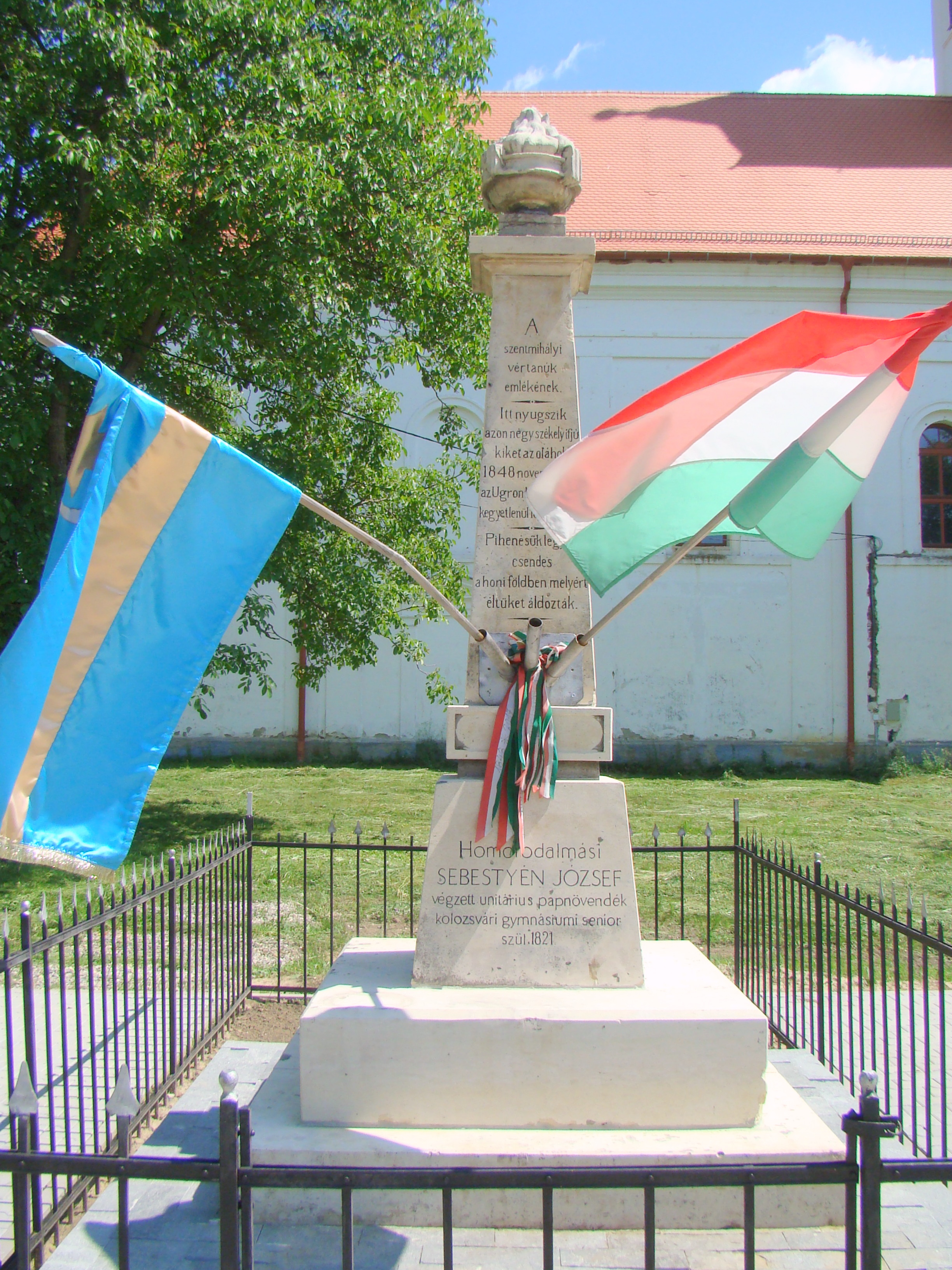
Monumentul ridicat în memoria martirilor din 1848

Biserica unitariană din Mihăileni datează din prima parte a secolului  al XIX-lea. A fost construită din materialul rezultat în urma demolării vechii biserici medievale, inclusiv multe pietre romane.

## Localitatea
Mihăileni (în trecut Sânmihaiu Secuiesc, în maghiară Székelyszentmihály) este un sat în comuna Șimonești din județul Harghita, Transilvania, România. Menționat pentru prima oară în registrul dijmelor papale din 1333, cu denumirea de Sancto Michaele.

## Biserica
Biserica medievală, romano-catolică până la Reforma Protestantă, era închinată Arhanghelului Mihail. Biserica veche a fost demolată în anul 1842, pentru a fi construită o biserică mai încăpătoare. Materialul rezultat în urma demolării a fost refolosit la construirea actualei biserici, inclusiv șapte pietre de altar votiv cu inscripții romane, care se aflau la temelia bisericii medievale. Se consideră că ele provin din castrul roman ce se afla la nord de actuala localitate. Pietrele au fost încorporate în zidul actualei biserici. Sándor Székely și Lajos Kelemen, pe baza descrierilor care au supraviețuit, apreciau vechimea bisericii medievale la peste 400 de ani.
Biserica actuală, construită în stil clasicist, a fost finalizată în 1850. Interiorul este o replică a Bisericii Unitariene din Cluj.
În fața bisericii se află un monument ridicat în memoria martirilor Revoluției Maghiare din 1848. Execuția a avut loc în data de 6 noiembrie, în prezența reprezentantului imperial, la conacul lui János Ugron. 

## Imagini din exterior

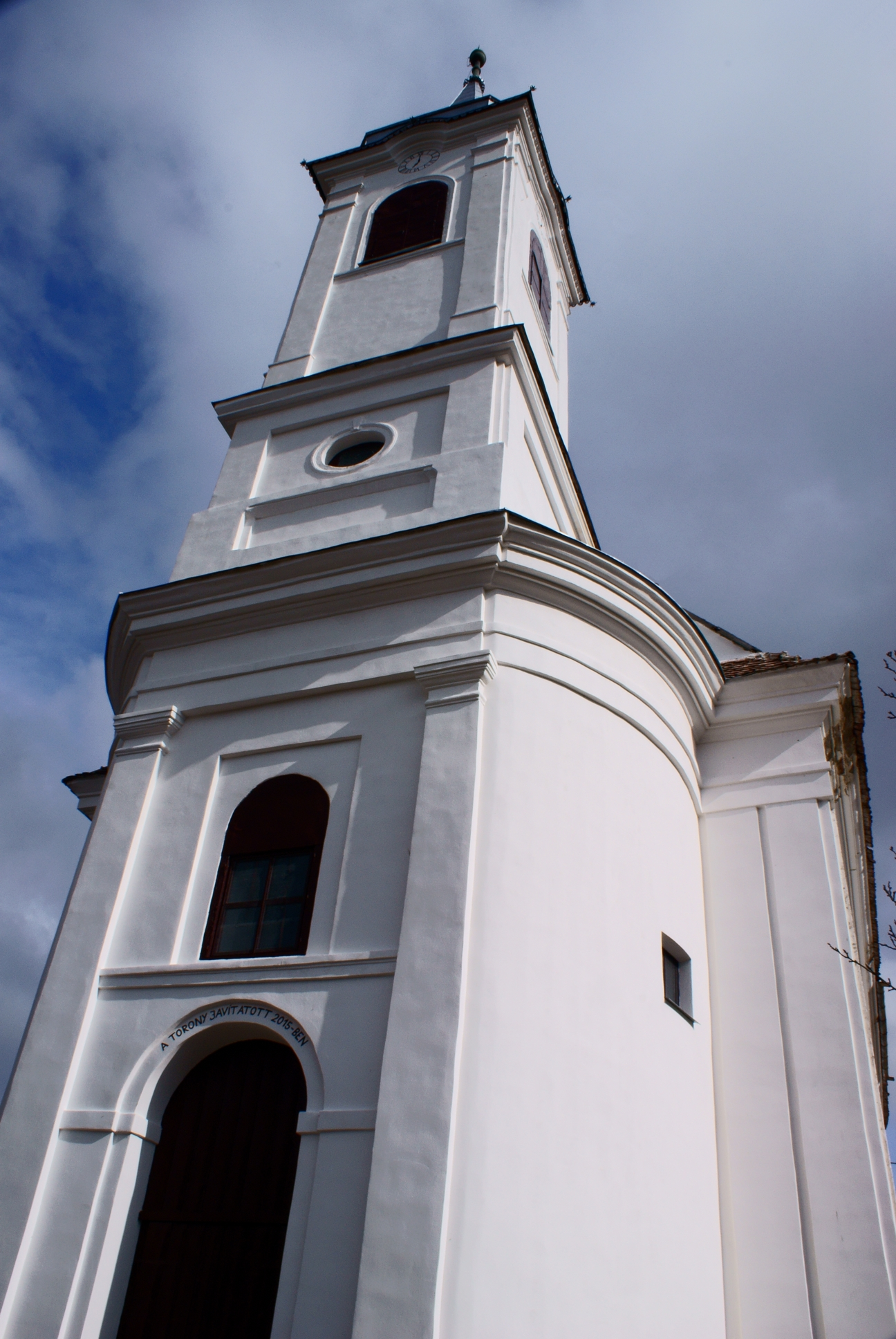
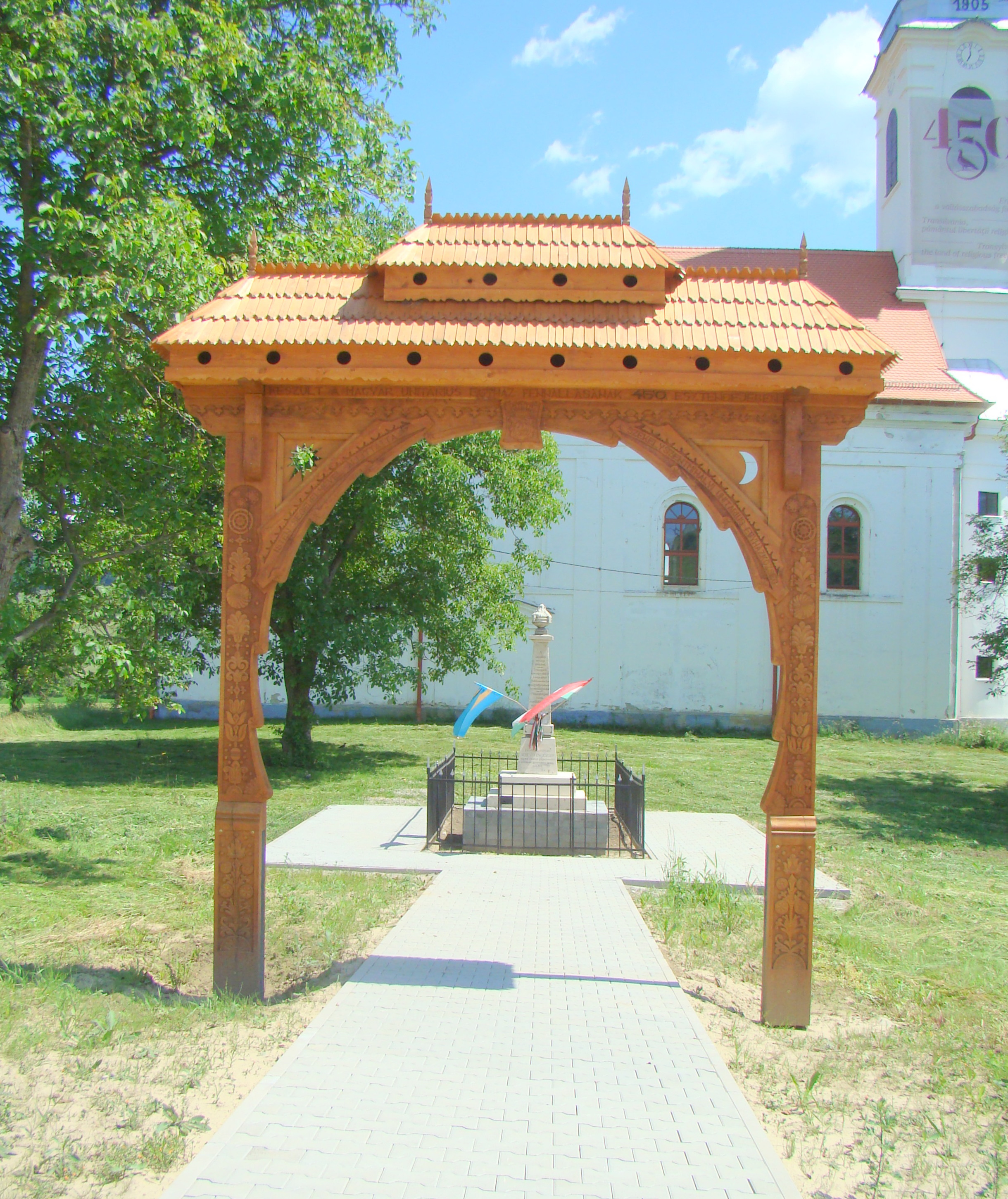
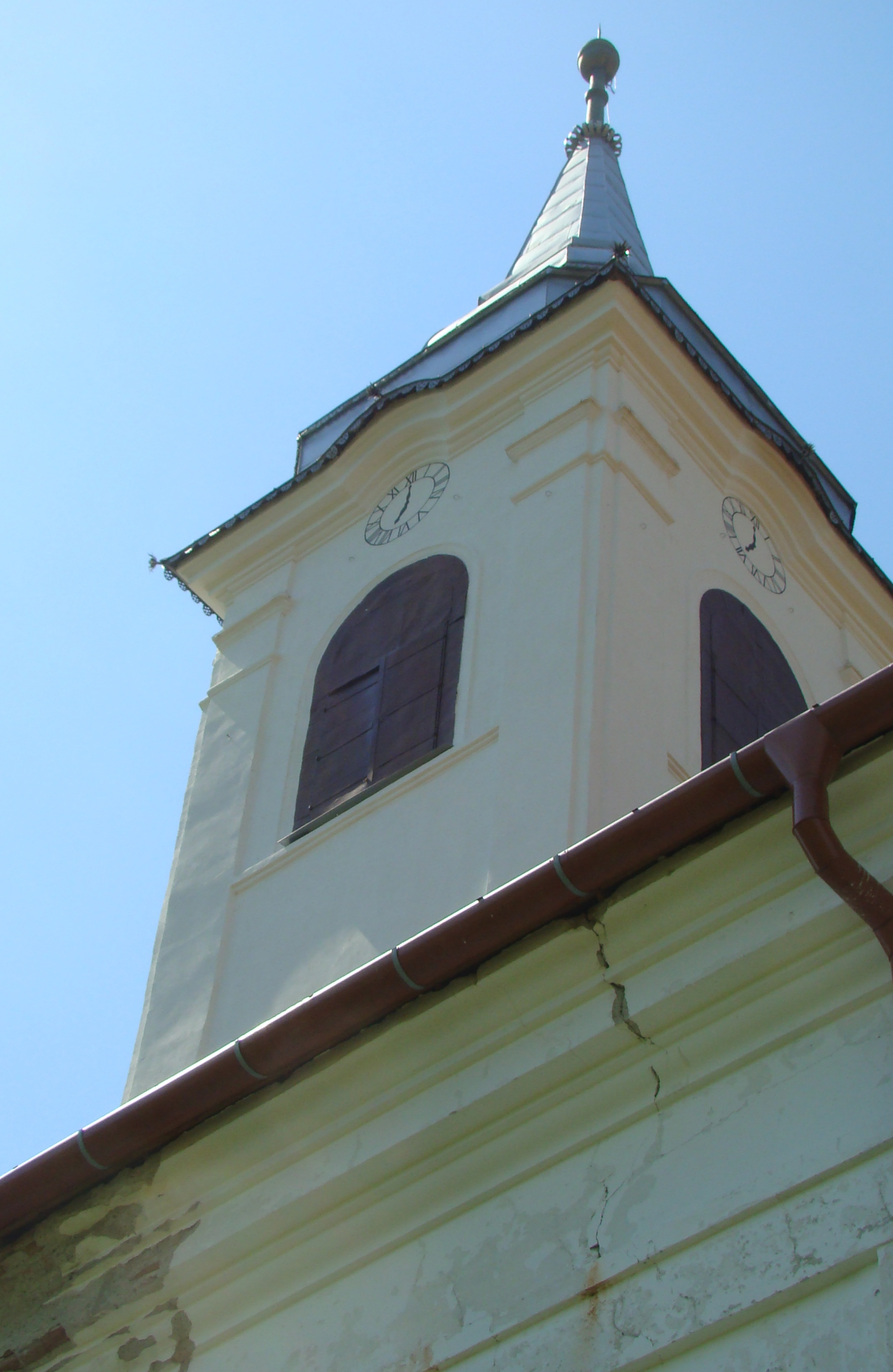
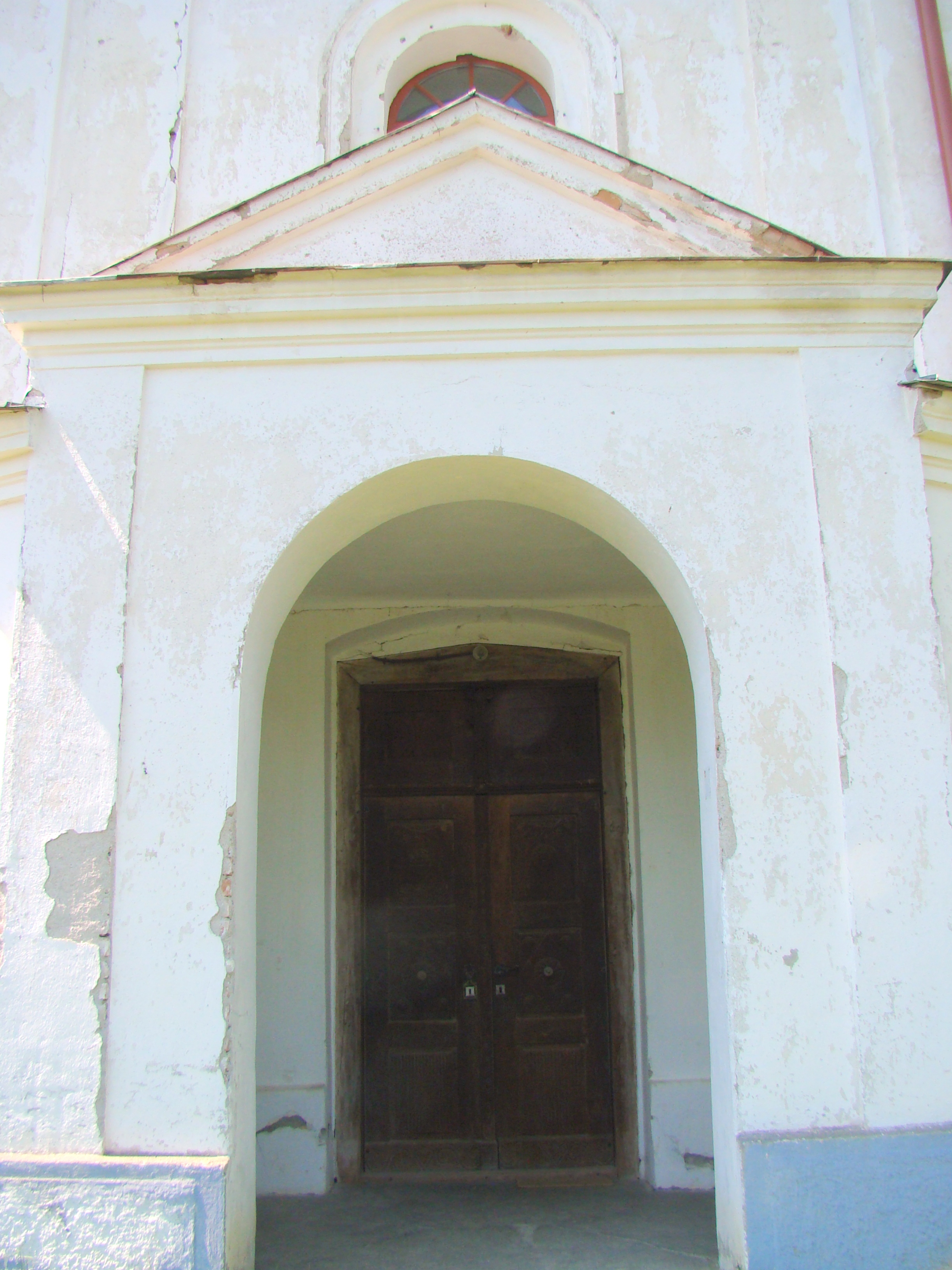
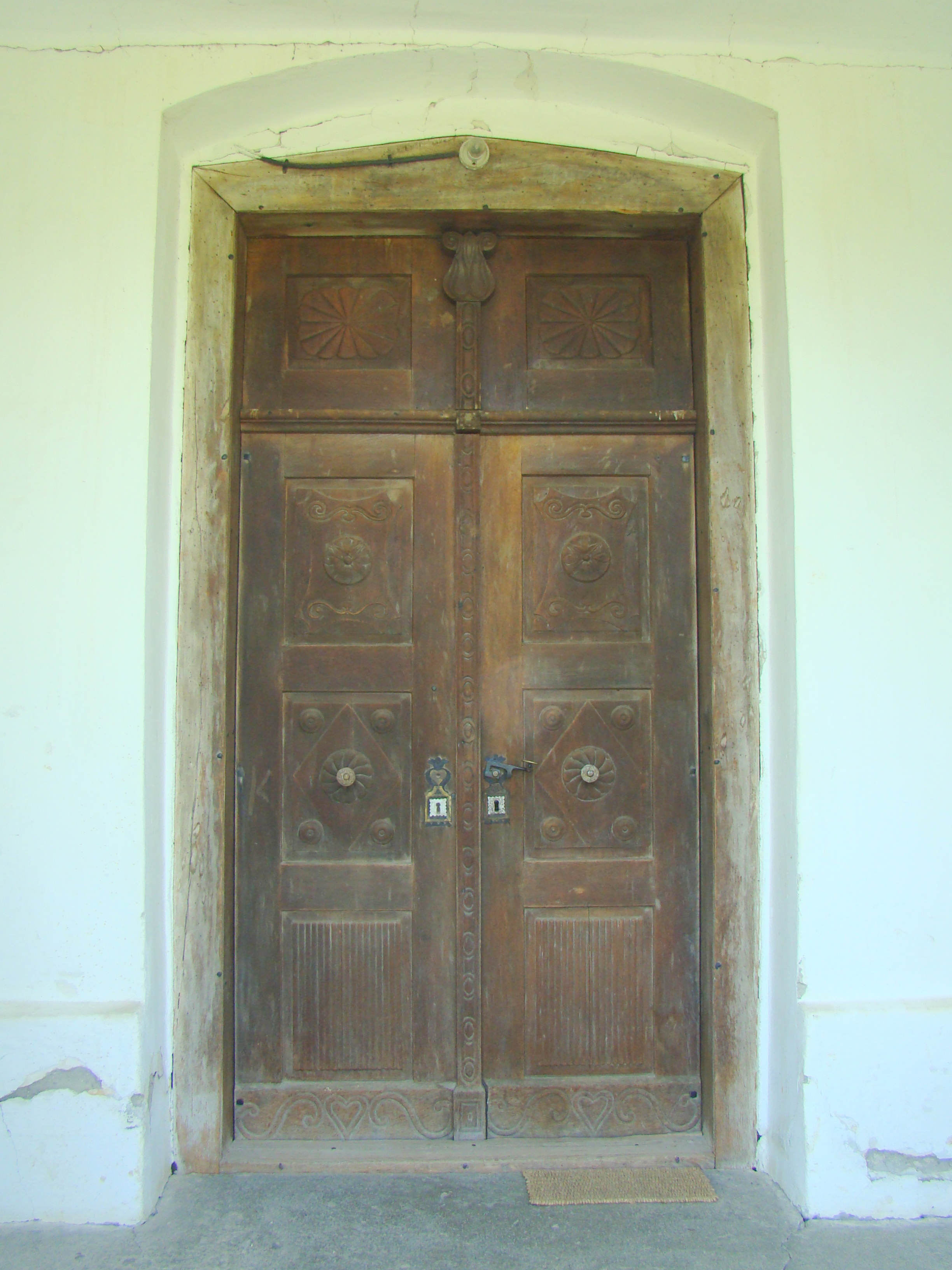
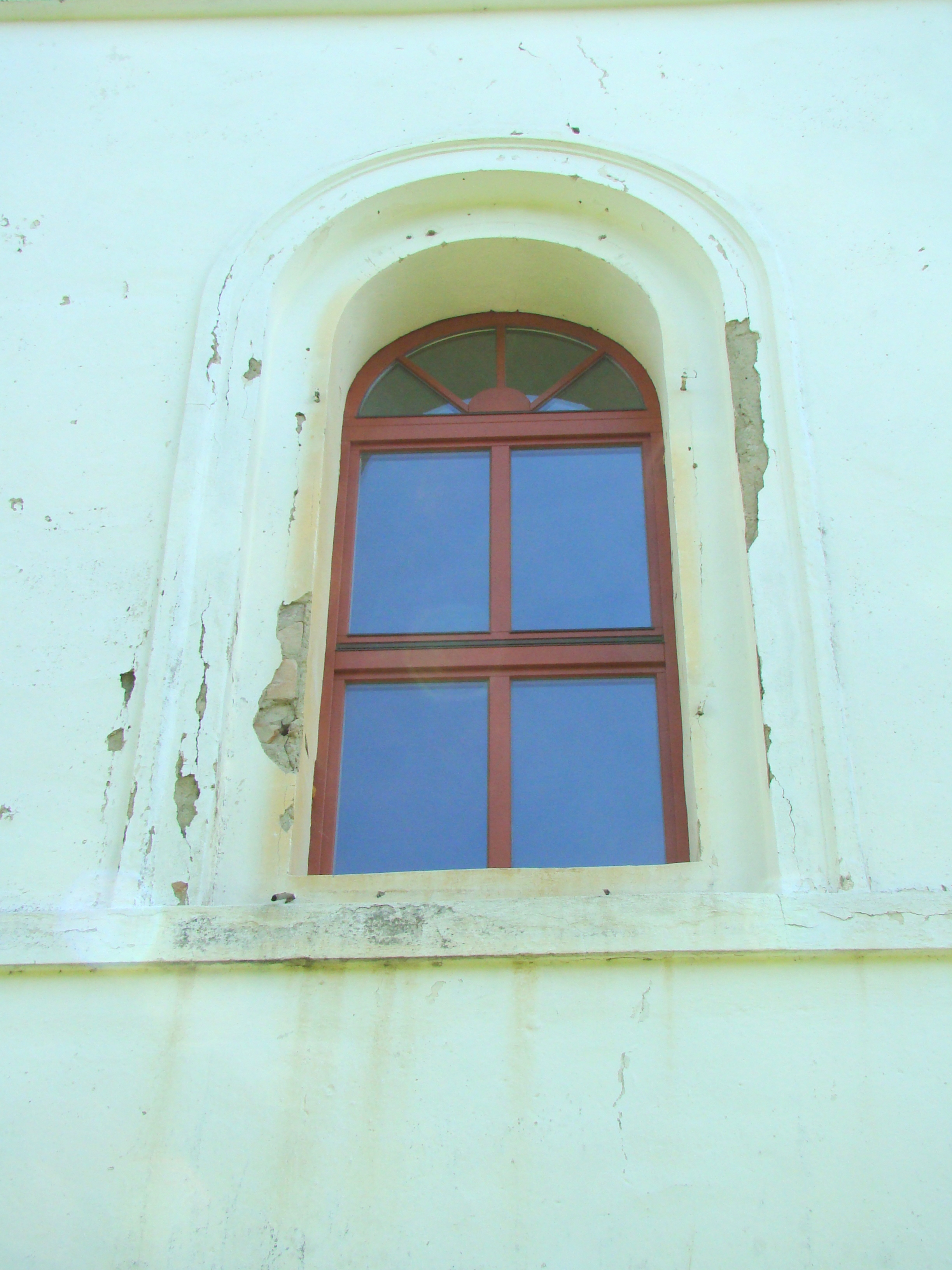
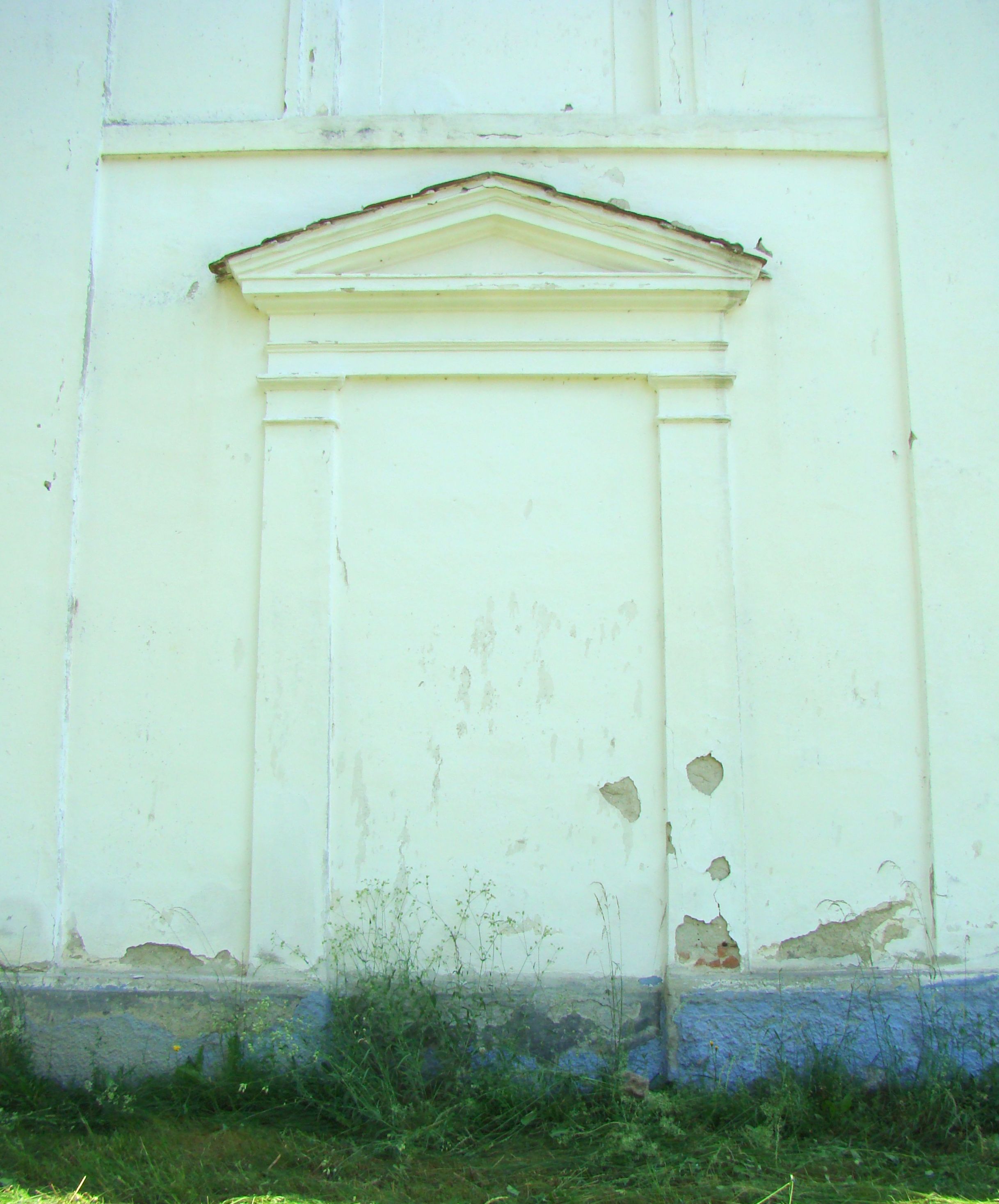
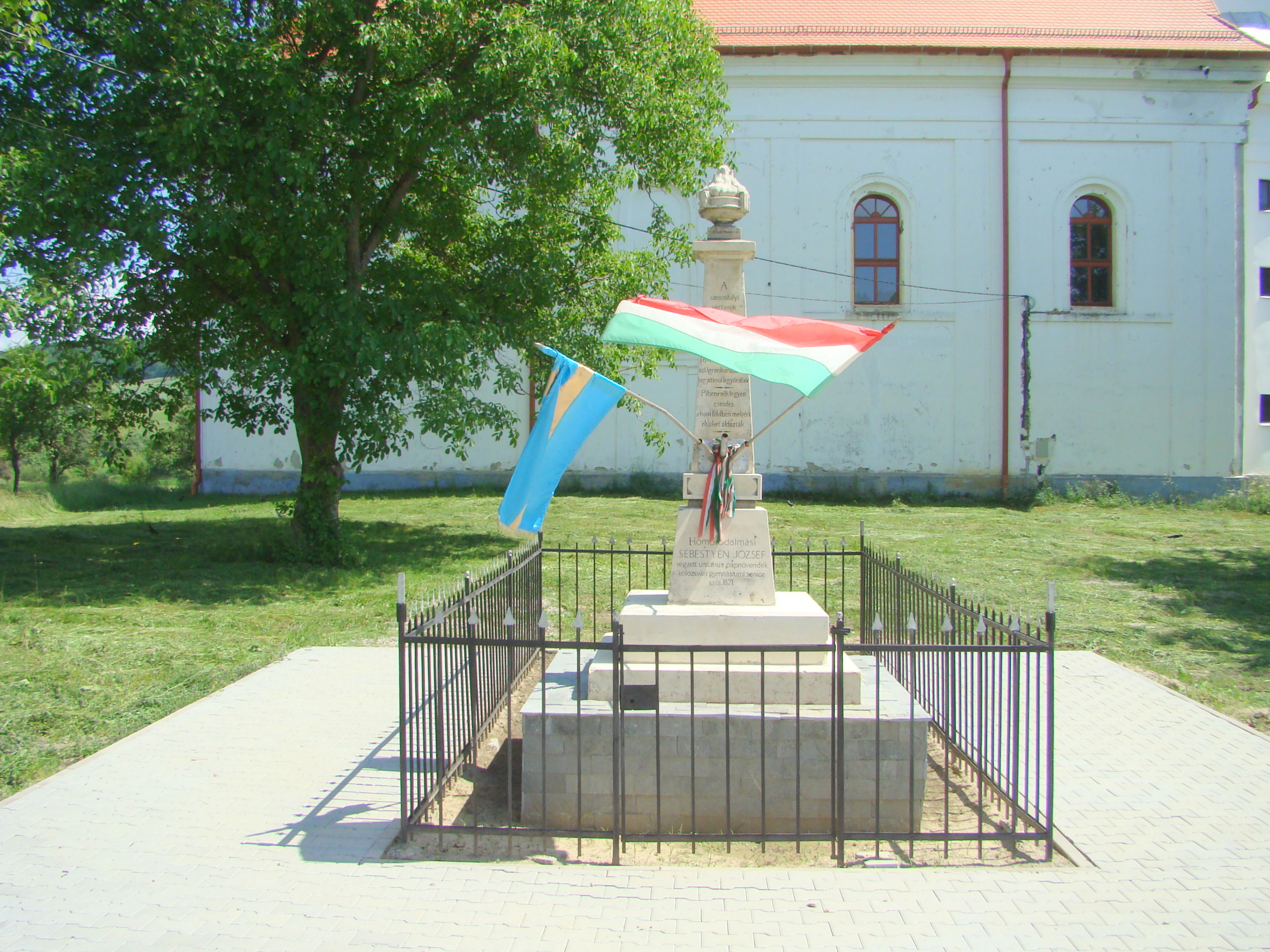
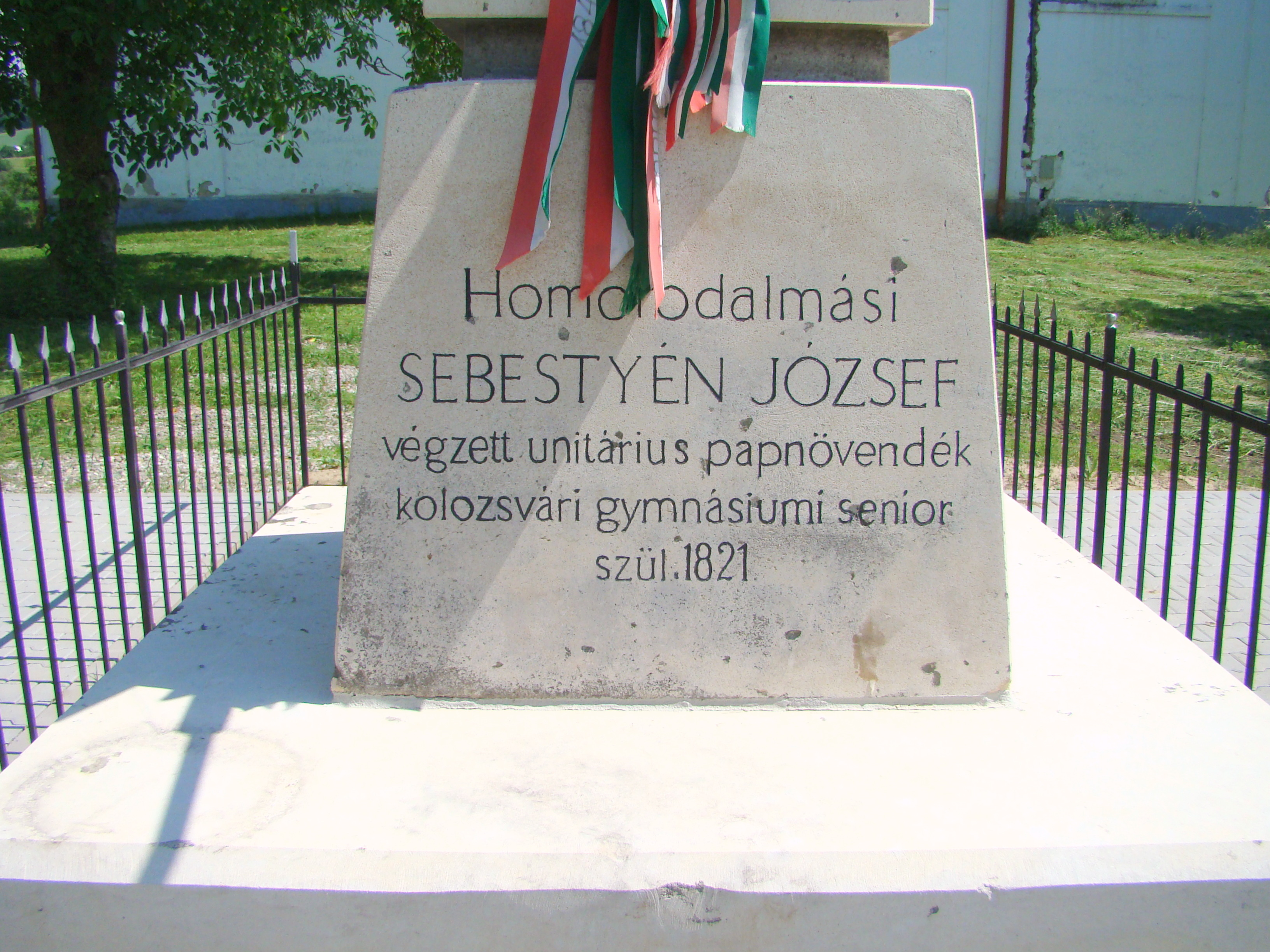
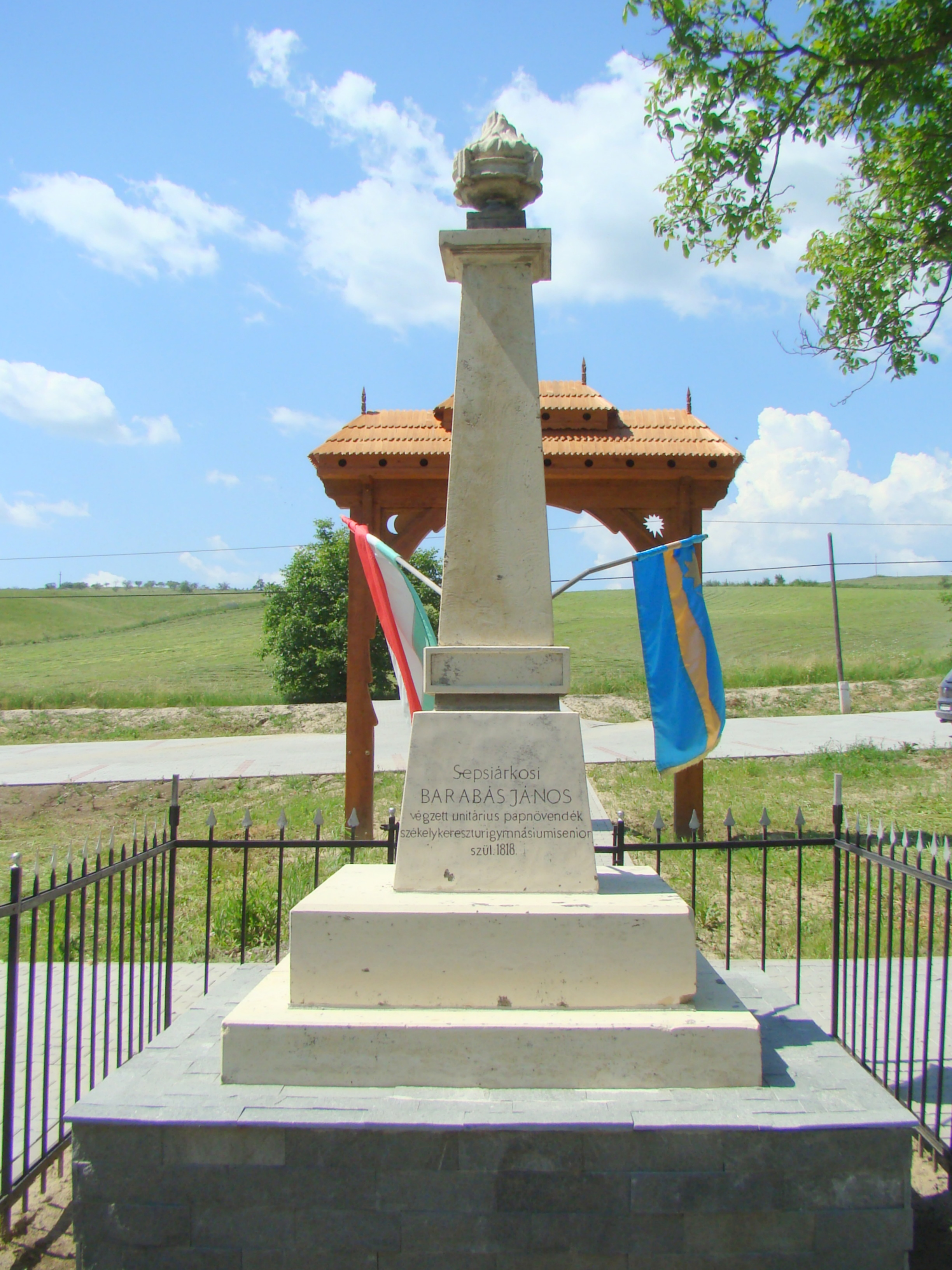

## Vezi și
- Mihăileni (Șimonești), Harghita